# Yoosuf Shafeeu
Yoosuf Shafeeu je maledivský filmový herec a režisér.

## Kariéra

### 1999–2005: První filmy
V roce 1999 Shafeeu vylíčil studenta vysoké školy v romantickém filmu Hussaina Adila Hiyy Halaaku (1999), ve kterém byl zapojený do milostného vztahu spolu s Niumou Mohamed a Sheelou Najeeb. Zápletka kombinuje dva milostné vztahy. První část popisuje přátele na univerzitním kampusu, zatímco druhá vypráví příběh mladé dcery vdovce, která se pokouší smířit svého otce se svým starým přítelem. Film byl neoficiálním remakem romantického dramatického filmu Karana Johara Kuch Kuch Hota Hai (1998) ve kterém hraje hlavní roli Shah Rukh Khan.